# Sebastiania brasiliensis
Sebastiania brasiliensis är en törelväxtart som beskrevs av Spreng.. Sebastiania brasiliensis ingår i släktet Sebastiania och familjen törelväxter. Inga underarter finns listade i Catalogue of Life.